# Радиофестиваль песни АВС 2015
Радиофестиваль песни АВС 2015 (англ. ABU Radio Song Festival 2015) — является третьим выпуском Азиатско-Тихоокеанского радиофестиваля песни, созданного Азиатско-Тихоокеанским вещательным союзом (АВС). Фестиваль пройдёт 29 мая 2014 года в городе Янгон, Мьянма. На фестивале планируется отобрать 10-15 участников. Изначально, по правилам АВС, радиофестиваль должен проходить раз в два года, но в ноябре 2014 года было объявлено, что конкурс этого года пройдёт в Мьянме. На данный момент участие в конкурсе подтверидило 17 участников из 13-ти стран..

## Место проведения
Было объявлено, что радиофестиваль пройдёт в бывшей столице Мьянмы — Янгоне. А Радио и телевидение Мьянмы (MRTV) станет вещателем третьего выпуска радиофестиваля песни.

## Участники
На данный момент участие в фестивале подтвердили уже семнадцать стран.
| Страна                  | Язык                                 | Исполнитель                             | Песня                                                | Перевод                    |
| ----------------------- | ------------------------------------ | --------------------------------------- | ---------------------------------------------------- | -------------------------- |
| Бруней                  | Малайский                            | Nurul Huda Fadilah Hj Md Junaidi (Dila) | «Aku Milik Orang»                                    | «Я — человек»              |
| Вьетнам                 | Вьетнамский                          | Динь Тхи Тхань Ле                       | «Xa khơi»                                            | «По морю»                  |
| Индия                   | Английский                           | Падави Дешмукх                          | «Voice of Women»                                     | «Голос женщин»             |
| Индия                   | Хинди                                | «Peepal Three»                          | «Nayi Kushi» (नयी खुशी)                                 | «Новая любовь»             |
| Индонезия               | Индонезийский                        | Сиска Кристин Дама                      | «Selangkah Lebih Dekat»                              | «На шаг ближе»             |
| Индонезия               | Английский                           | Билли Талахату                          | «Harmonize of the Soul»                              | «Примирение души»          |
| Малайзия                | Малайский                            | Рашида абд-Рахим                        | «Selingkuh Kasih (Foul Love)»                        | «Запутанная любовь»        |
| Мальдивы                | Мальдивский                          | «Zing Band»                             | «Khiyaar»                                            |                            |
| Мальдивы                | Мальдивский                          | Муса Мосуф                              | «Farima»                                             |                            |
| Мьянма (страна-хозяйка) | Английский                           | Мин Тхей Ди, Ко Лин и Май Инчжин Тхо    | «Peaceful Earth»                                     | «Спокойная Земля»          |
| Мьянма (страна-хозяйка) | Английский                           | Jewel & Eastern                         | «Mingalar Bar»                                       | «Бар „Мингалар“»           |
| Пакистан                | Урду                                 | Шакиль Махота                           | «Pakistan Tu Meri Jaan Hai» (پاکستان تو میری جان ہے‎) | «Пакистан — это моя жизнь» |
| Государство Палестина   | Арабский                             | Далал абу-Амнех                         | «Beredak» (بريدك‎)                                    | «Твоя»                     |
| Республика Корея        | Английский                           | Чэвон Чун                               | «View»                                               | «Взгляд»                   |
| Сингапур                | Малайский                            | Суфи Рашид                              | «Tiada Pengganti»                                    | «Незаменим»                |
| Таиланд                 | Тайский                              | «Jack’s Fruit Band»                     | «Ban Khong Rao»                                      | «Мой дом»                  |
| Шри-Ланка               | Английский, сингальский и тамильский | Шадир Ахмед и Вишми Тхаруша Хеттиараччи | «Celebrate Us (Children)»                            | «Празднуйте с нами (Дети)» |

### Дебют
- Мальдивы — 19 марта АВС объявил первую часть участников, среди которых было два представителя. Ранее страна уже дебютировала на телефестивале 2014 года.[3]
- Государство Палестина — 14 апреля стало известно, что в фестивале также дебютирует Палестина. Несмотря на то, что страна относится к сети вещательного союза арабских государств, ей было позволено участие.[10]

### Возвращение
- Вьетнам — 19 марта АВС объявил первую часть участников, среди которых была участница из Вьетнама.[3]
- Индонезия — Индонезийский вещатель RPI подтвердил своё участие в фестивале после годового перерыва. Представителем страны стала победительница «Indonesian Radio Star 2014» (Индонезийская радиозвезда-2014) Сиска Кристин Дама.[7]

### Уход
- Австралия — Австралийский вещатель Radio Australia[англ.] объявил, что страна не примет участие в фестивале 2015 года по причине значительного сокращения ресурсов[13].

## Международное вещание
Каждая из стран-участниц была будет транслировать событие и комментировать его на родном языке для ясности и описания конкурса.
- Бруней — Radio Televisyen Brunei[англ.]
- Вьетнам — Голос Вьетнама
- Индия — Всеиндийское радио
- Индонезия — Radio Republik Indonesia[индон.]
- Малайзия — Radio Televisyen Malaysia[англ.]
- Мальдивы — Мальдивское телевидение[англ.]
- Мьянма — Радио и телевидение Мьянмы[англ.]
- Пакистан — Pakistan Broadcasting Corporation[англ.]
- Государство Палестина — Arab States Broadcasting Union[англ.][10]
- Республика Корея — Korean Broadcasting System
- Сингапур — MediaCorp[англ.]
- Таиланд — National Broadcasting Services of Thailand[англ.]
- Шри-Ланка — MBC Networks[англ.]